# Dodge Shadow

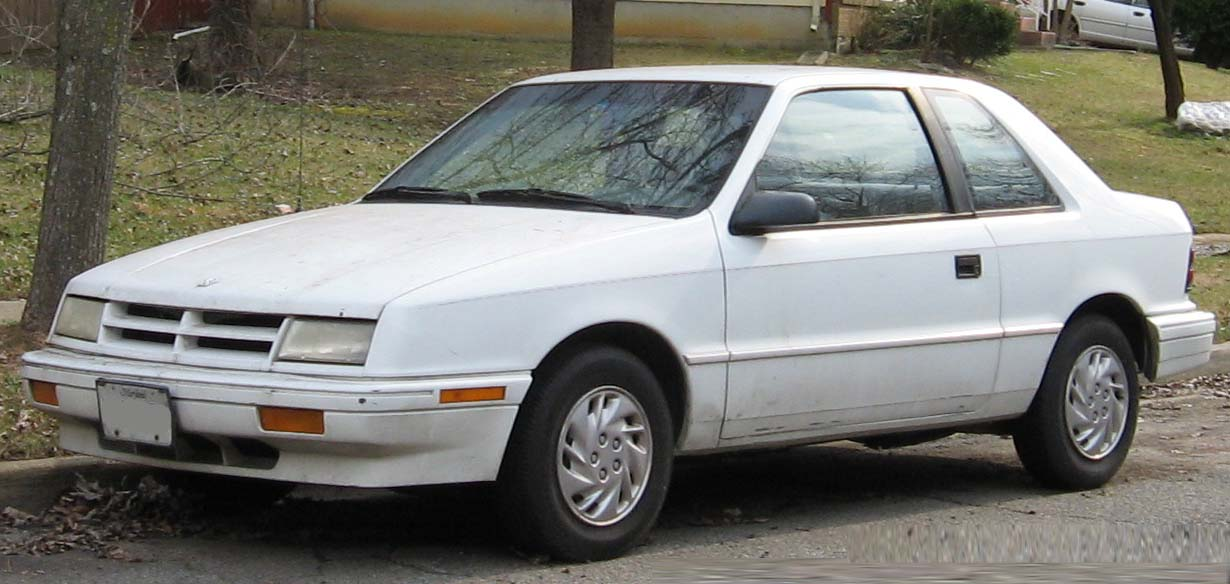
Dodge Shadow

El Dodge Shadow és un cotxe fabricat per Chrysler i venut sota la marca de Dodge els anys 1987-1994, igual que el Plymouth Sundance, que comparteix molts aspectes, a part de ser també com aquest, un vehicle classificat com a compact.
El Shadow va fabricar-se a les plantes de Sterling Heights, Michigan i Toluca, Mèxic, i substitueix al Dodge Charger.

## Informació general

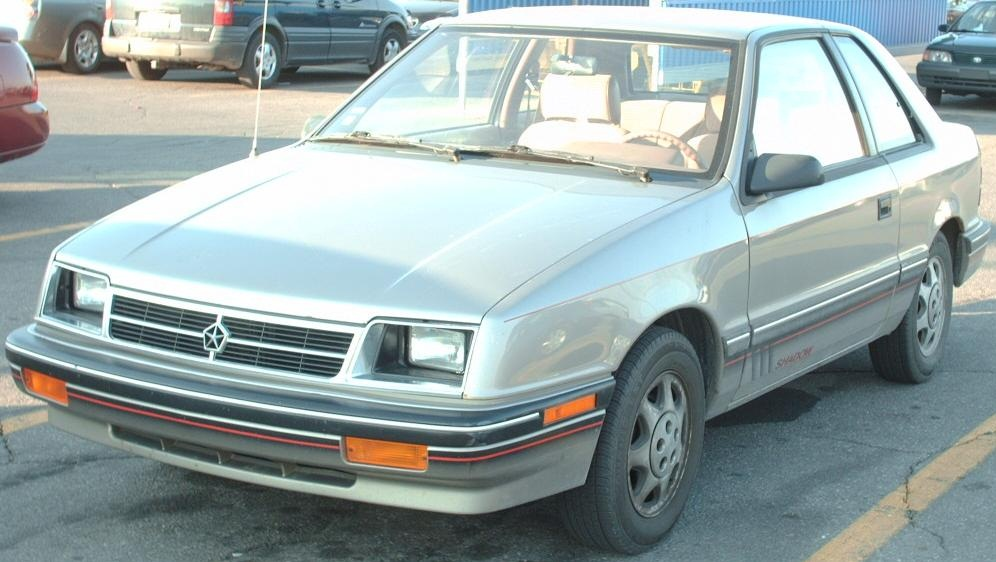
Dodge Shadow coupe del 1987-1989

Batalla (Wheelbase): 2,468 m (97.2 in)
Llargada (Length): 4,366 m (171.9 in)
Amplada (Width): 1,706 m (67.3 in)
Alçada (Height): 1,348 m (53.1 in)
Pes (Curb weight): 1215 kg (5 portes)
D'aspecte similar al Plymouth Sundance, de fet comparteixen el mateix xassís Chrysler P, basat en una combinació de suspensió del Dodge Daytona i el xassís escurçat del Dodge Lancer. Va oferir-se en una versió amb porta posterior de 3 i 5 portes i el 1991 apareix la versió descapotable (el Sundance no la tenia aquesta versió), justament quan apareix també el paquet d'equipament (bàsic) "America".
A simple vista el Shadow sembla un sedan o un coupe. En realitat es tracta d'un efecte òptic perquè el Shadow era hatchback. Aquest fet Chrysler el va considerar com una opció especial: "Hidden hatchback versatility".
El xassís Chrysler P deriva de la plataforma Chrysler K. Aquest fet li dona al Shadow una suspensió esportiva i uns seients de major comoditat. Mentre que el Sundance va ser modificat per proporcionar confort, el Shadow va ser modificat per donar unes majors prestacions i una bona agilitat, sobretot la versió Shelby CSX.
El seu portaequipatges era de gran capacitat, el seu disseny era agradable, i mecàniques fiables, van fer al Shadow un cotxe popular, inclús després de deixar de fabricar-se.
L'últim Shadow va sortir de la fàbrica el 9 de març del 1994. El Dodge Neon va substituir-lo.

### Shelby CSX
El Shelby CSX era un Dodge Shadow modificat per Carroll Shelby, amb un motor 2.2L Turbo II de 175 cv i una transmissió manual de 5 velocitats A525, que posteriorment serà substituïda per també una manual de 5 velocitats A555.
Amb aquest motor, el Shelby CSX accelerava de 0-60 mph (0-96 km/h) en 7 s, el quart de milla (400 metres) en 15,4 segons i la velocitat màxima quedava en 131 mph (211 km/h).
Existia també una versió amb el motor 2.2L Turbo I, la CSX-T que rendia 150 cv i va ser venuda a Thrifty.
El 1989 es van fabricar 500 unitats equipades amb el motor 2.2L Chrysler K 2.2 Turbo IV de 175 cv @ 5300 rpm i de 278 N·m @ 2100 rpm i unes llantes de 15" amb pneumàtics Goodyear Eagle GT+4 de mida 195/60 VR-15.

### Motors i transmissions

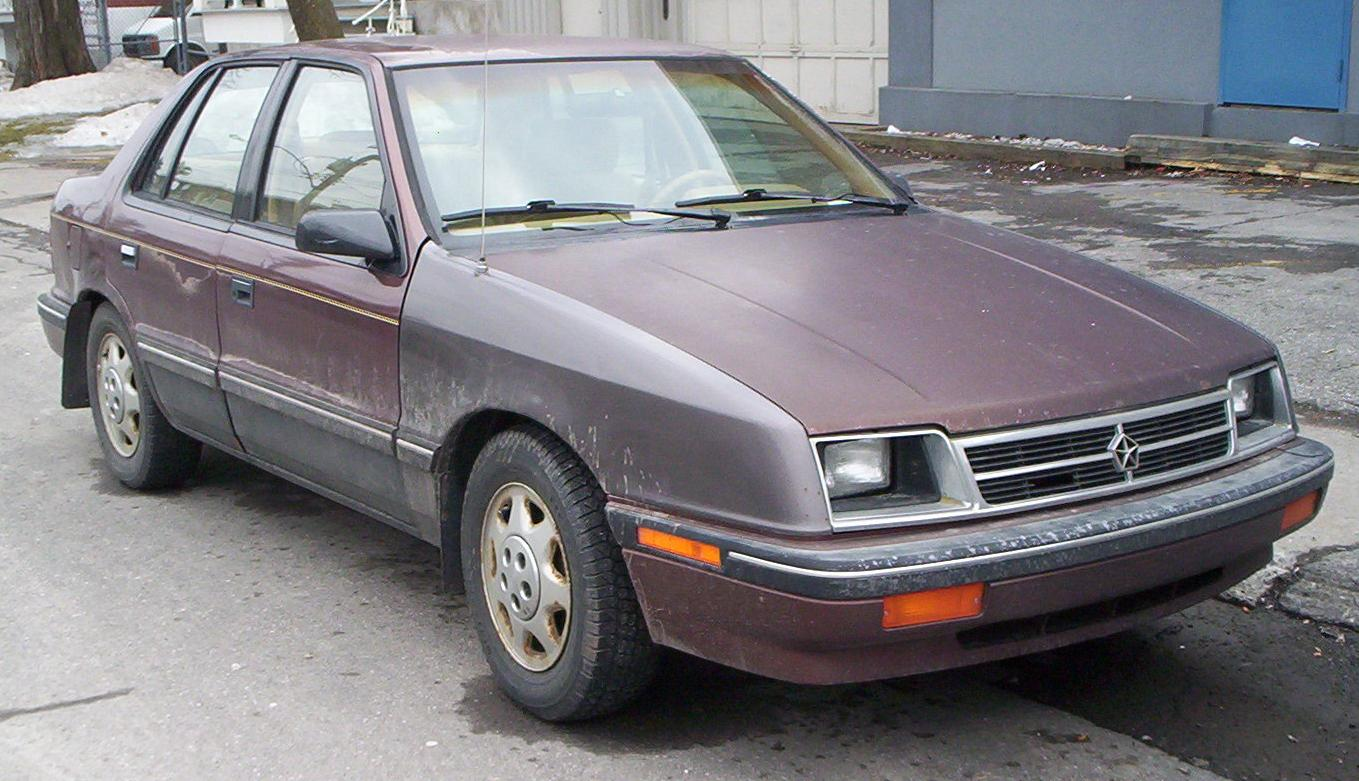
Dodge Shadow del 1987-1990

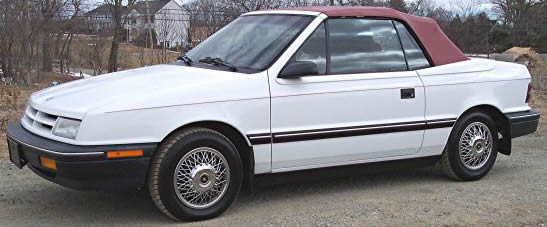
Dodge Shadow descapotable

El Shadow gaudeix d'un ampli ventall de mecàniques i una petita selecció de transmissions.
Automàtica de 3 velocitats: Torqueflite A413
Automàtica de 4 velocitats: Ultradrive A604
Manual de 5 velocitats
| Any       | Motor                            | Potència | Torsió  |
| --------- | -------------------------------- | -------- | ------- |
| 1987-1993 | 2.2 L Chrysler K 2.2 TBI I4      | 93 cv    | 165 N·m |
| 1987-1988 | 2.2 L Chrysler K 2.2 Turbo II I4 | 175 cv   | 237 N·m |
| 1989-1990 | 2.2 L Chrysler K 2.2 Turbo IV I4 | 174 cv   | 285 N·m |
| 1987-1994 | 2.5 L Chrysler K 2.5 TBI I4      | 100 cv   | 184 N·m |
| 1989–1992 | 2.5 L Chrysler K 2.5 Turbo I4    | 150 cv   | 250 N·m |
| 1989-1994 | 3.0 L Motor Mitsubishi 6G V6     | 141 cv   | 231 N·m |

El motor 3.0L Motor Mitsubishi 6G V6 l'equipa de sèrie al paquet ES.
El Shadow a més va ser un cotxe força segur gràcies a la versió estàndard incloïa airbag de conductor. La NHTSA el 1993 va donar 4 estrelles al xoc frontal pel conductor i 5 estrelles per al passatger.